# Sergio La Stella
Sergio La Stella (Roma, 7 ottobre 1955) è un direttore d'orchestra e pianista italiano.

## Biografia
Ha debuttato come direttore d'orchestra nel 1994 dirigendo l'opera Manon Lescaut presso il Teatro dell'Opera di Roma. Nel 1996 ha debuttato in campo internazionale dirigendo La traviata e Aida presso il Teatro Kirov a San Pietroburgo.
Ha completato la propria formazione di pianista e di direttore d'orchestra al Conservatorio e all'Accademia Nazionale di Santa Cecilia di Roma. Ha seguito i corsi dell'Accademia Chigiana di Siena sotto la guida di Gennadij Roždestvenskij e le Masterclasses di Leonard Bernstein
Pianista di sala e sostituto di Gerd Albrecht, Yuri Ahronovich, Bruno Bartoletti, Gianluigi Gelmetti, Carlo Maria Giulini, Alain Lombard, Zubin Mehta, Daniel Oren, Georges Prêtre, Nello Santi, Jerzy Semkow, Giuseppe Sinopoli. 
Ha diretto le orchestre del Teatro Carlo Felice, del Teatro San Carlo,del Teatro dell'Opera di Roma, del Conservatorio di Milano, del Conservatorio di Santa Cecilia, la Württembergische Philharmonie, la Taiwanese Philharmonic, l'orchestra del Teatro dell'opera e del balletto di Novosibirsk, del Royal Swedish Opera House, della National Concert Hall a Dublino.
Ha collaborato con i Münchner Philharmoniker per Iris di Pietro Mascagni e per La rondine di Giacomo Puccini insieme al maestro Gianluigi Gelmetti, che ha anche affiancato come pianista e docente della sezione lirica del corso di direzione d'orchestra dell'Accademia Chigiana di Siena e al Teatro dell'Opera di Roma dove è stato l'esecutore del basso continuo al cembalo nelle opere Mozartiane e Rossiniane.
Ha diretto presso la Tonhalle di Zurigo, lo Stadt Casino di Berna, il Teatro di Ginevra, il Kultur und Congress Zentrum a Lucerna, in tournée con Ruggero Raimondi sul podio dell'Orchestra Filarmonica di Reutlingen.
Ha partecipato a numerose trasmissioni televisive, sulla lirica e la musica da film dirigendo l'Orchestra Città di Verona, l'Orchestra Regionale di Roma e del Lazio, la G. Verdi di Milano ed eseguendo recital di musica lirica, da camera e selezioni d'opera.
Ha diretto ampie monografie di Goffredo Petrassi con l'Orchestra Roma Sinfonietta e L'Orchestra RAI di Roma. Ha inciso per BMG e Musikstrasse.
Ha preparato il cast vocale per la Tetralogia di Richard Wagner e per Die Schöpfung con G. Sinopoli.
Ha scritto un saggio dal titolo "Aspetti musicali, estetici e filosofici della Tetralogia di Wagner" pubblicato in "Sentieri della mente" da Bollati Boringhieri.
Molto attento alla filologia, ha partecipato a numerose conferenze-concerto sulle prassi esecutive Rossiniane, Donizettiane e Verdiane al fianco di Bruno Cagli e Philip Gossett, in veste di esecutore musicale. 
Ha collaborato con Katia Ricciarelli e Placido Domingo con cui ha condiviso il palcoscenico in Fedora e di cui è stato anche sostituto nella Tosca da lui diretta in occasione del Centenario all'Opera di Roma.
Dal 2000 è il pianista ufficiale e direttore d'orchestra del concorso internazionale "Mario Lanza" e del concorso "Martinelli e Pertile". Nell'aprile 2003 ha diretto "Il Barbiere di Siviglia", un Gala presso l'Istituzione Concertistico-operistica del Teatro Politeama di Lecce e presso il Teatro di San Severo di Foggia e Rigoletto presso il Teatro Vespasiano di Rieti.
Nel 2004: "Madama Butterfly" e "Don Pasquale" presso il Teatro F. Vespasiano di Rieti, il Teatro Greco a Roma e in tournée italiana, concerti liricosinfonici con l'orchestra del Teatro Olimpico di Vicenza, il balletto "Carmen Suite" per L'Estate Romana, "Cavalleria rusticana" e "Pagliacci" presso il Teatro Romano di Minturno, concerti per l'Accademia Filarmonica Romana, presso il Ministero dell'Interno e al Teatro dell'Opera di Roma, infine una serie di rappresentazioni di "La Cenerentola" di Rossini per il Grange Park Festival a Londra.
Nel 2005 ha diretto "Turandot" alla National Concert Hall a Dublino, "Maria Stuarda" al Grange Park Opera Festival
, il "Requiem" di Mozart per Nicola Calipari nel Duomo di Reggio Calabria, "Il barbiere di Siviglia" al Teatro Cilea di Reggio Calabria, "Traviata" per il festival "Opera Nelle Ville Tuscolane".
Nel 2006 ha diretto "Maria Stuarda" alla Royal Swedish Opera House a Stoccolma, una serie di concerti al Teatro Olimpico di Vicenza, concerti a Roma per le celebrazioni del 60º anniversario dell'UNESCO e "Manon Lescaut" a Stoccolma.
Dal 2008 cura la kermesse "Toccata & Fuga" e accompagna al pianoforte i cantanti Olga Adamovich (soprano), Fabio Andreotti (tenore), Irene Bottaro (mezzosoprano), Cesidio Iacobone (basso). È una manifestazione che si svolge tra Piazza Navona e Piazza di Spagna (nelle edizioni precedenti anche altre piazze) incantando i turisti con un'accurata selezione delle più belle romanze e arie italiane e non solo. Toccata & Fuga ha anche concluso la settimana dedicata a Roma nel padiglione italiano dell'Expo 2010 di Shanghai.
A giugno 2010 dirige la prima mondiale di EveryMan, morality play composto da Maurizio Fabrizio, con testi del filosofo Walter Tortoreto. Gli esecutori sono stati Angelo Branduardi, Mango e Laura Valente, con voci recitanti di Katia Astarita e Omero Antonutti, coro Cappella Musicale del Duomo di Milano, Orchestra Toscanini di Parma.
Partecipa al Festival Severino Gazzelloni e alla rassegna nella villa 'La Colombaia' per ricordare la figura e l'opera di Luchino Visconti (dal 2010 al 2013). 
Nello stesso anno suona in diretta televisiva per RAI 1 al concerto Nel nome del cuore da Assisi.
Nel 2011, per i 150 anni dell'Unità d'Italia è protagonista di un Gala all'Acropolium di Carthage per il Teatro dell'Opera di Roma, di un recital al Teatro dell'Opera di Tunisi alla presenza delle più alte cariche dello Stato tunisino. Inoltre esegue in una serie di concerti l'opera risorgimentale Alba Italica (Goffredo Mameli) di Ruggero Leoncavallo. 
A Roma partecipa al 'Concerto per il Solstizio d'Estate' in Campidoglio e al 'Concerto di Ferragosto'
in Piazza di Spagna.
Con l'Orchestra Sinfonica Tiberina  dedica particolare attenzione alla musica sacra, dirigendo il Requiem di Mozart (Acquario-Roma), il Messiah di Haendel, il Requiem di Fauré, la Krönungsmesse e la Missa brevis di Mozart, il 'Gloria ' di Vivaldi e gli 'Stabat Mater' di Pergolesi e di Boccherini.
Dal 2012 al 2014, con l'Orchestra Europa Musica dirige il Concerto di fine anno a Sorrento e di Capodanno 2012 al Teatro Traiano di Civitavecchia a cui ha partecipato anche il tenore Gianluca Terranova 
Sempre nel 2012, con l'ensemble  Toccata & Fuga compie una serie di trasferte a New York, Tokyo e Buenos Aires . Questa particolare kermesse, per la  promozione del 'belcanto' in spazi vasti, nata  a Piazza di Spagna a Roma nel 2008, nell'arco di cinque anni di attività fino al 2013 ha incontrato più di 700.000 spettatori, svolgendo una notevole opera di divulgazione. 
Nello stesso anno tiene una masterclass a Seoul ed è il maestro preparatore e direttore per la trasmissione Rai  Domenica in nel Concorso 'Tour de chant', ideato dal celebre anchorman Pippo Baudo, ancora una volta per diffondere l'arte lirica presso la vasta platea televisiva. 
Per il Teatro dell'Opera di Roma si esibisce in concerto a Tlemcen, città natale del Presidente algerino Boutaflukà.
Partecipa al film To Rome with love di Woody Allen come pianista accompagnatore di Fabio Armiliato. 
Nel corso del quinquennio di collaborazione del maestro Riccardo Muti (2008-2013) con il Teatro dell'Opera di Roma, partecipa come Direttore  musicale di palcoscenico o Maestro di sala a tutte le produzioni da lui dirette (Otello, Iphigénie en Aulide, Moise et Pharaon, Nabucco, Attila, Simon Boccanegra, Ernani, Manon Lescaut).
Dall'amicizia con il noto compositore e direttore Peppe Vessicchio nasce l'ambizioso progetto di tenere lezioni-concerto con il 'Sesto Armonico', agile virtuosistica compagine orchestrale.
Il programma che prende il titolo “Il belcanto del Belpaese” dimostra la validità dell'assunto iniziale del maestro Vessicchio, incontrando l'approvazione di pubblici diversi e il sostegno di tanti operatori culturali. 
Nel 2013, per il Teatro Massimo di Palermo crea il Balletto “Verdiana”, interamente costituito da musiche di Giuseppe Verdi, nel bicentenario della nascita del compositore. 
2014
Accompagna il tenore Gianluca Terranova in una serie di concerti e recital, creando un affiatato duo alla ricerca di pagine rare del repertorio lirico e da camera, con aperture al mondo dell'operetta e della canzone d'autore.